# Bleptina infausta
Bleptina infausta là một loài bướm đêm trong họ Noctuidae.